# 傳承教育集團

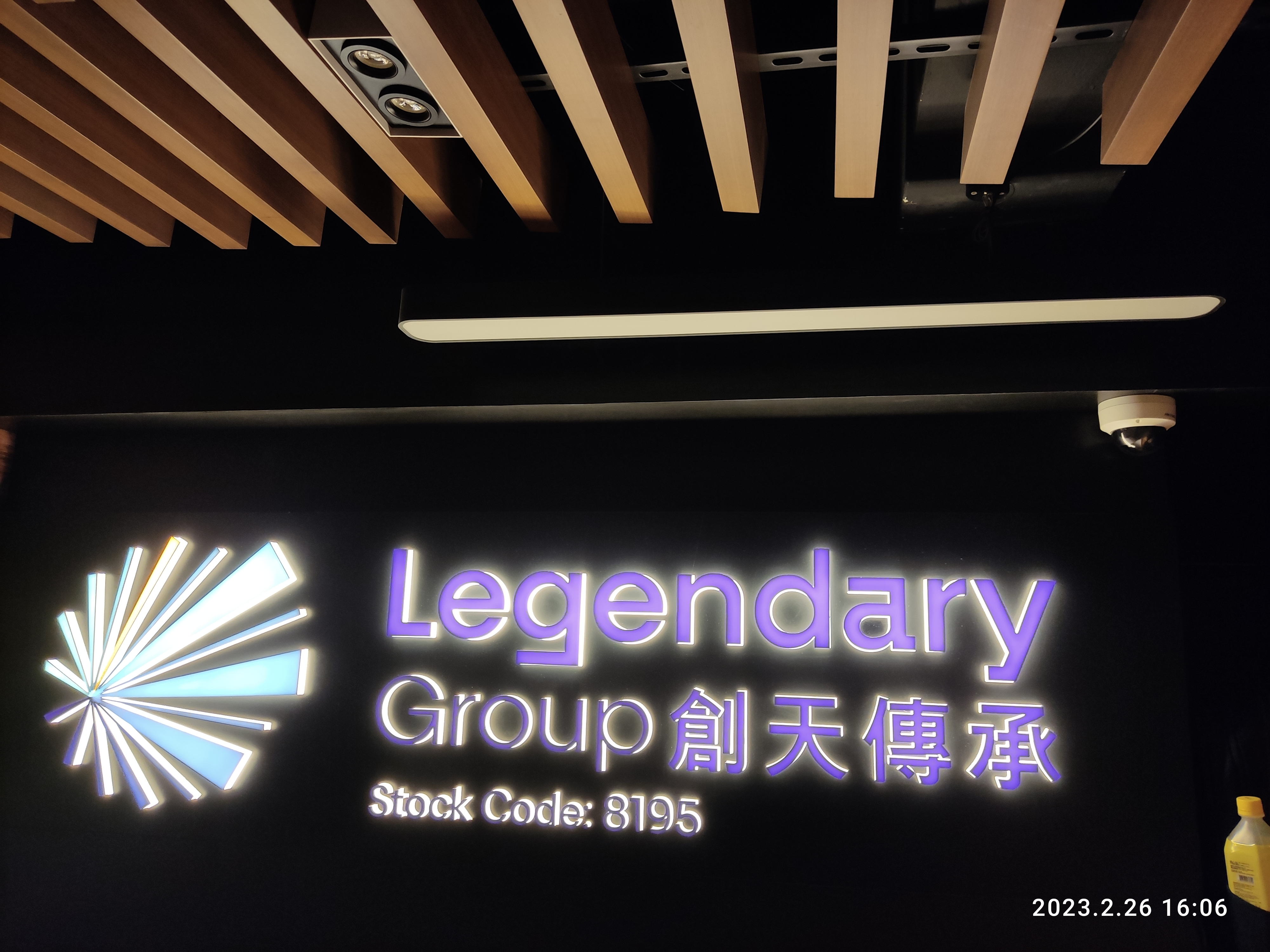

創天傳承集團有限公司，簡稱創天傳承集團和創天傳承（英語：Legendary Group Limited，港交所：8195），前身為樂亞集團有限公司。

## 歷史
創天傳承集團有限公司前身為樂亞集團有限公司。樂亞集團有限公司在2001年由楊文豪（前主席，在2015年9月8日退休），於香港（總部）成立「樂亞集團有限公司」（前身「佳欣集團有限公司」）。在全球經營製造、出售羊絨服裝及其他服裝產品， 包括原設備製造業務OEM和服裝零售，主席為吳家豪。股份在2014年10月10日於港交所創業板上市，配售股份為1億股，價格定為0.5港元，而集資額為5900萬港元。
2016年7月22日和2016年8月9日，Favourite Number Limited和匯隆控股有限公司，以把400股該股份去換取57股匯隆股份或5.6港元，但在2016年10月17日，由於股東大會未能通過支持收購建議，其上述行動被撤回。
2016年10月7日，品質國際控股有限公司，以把25股該股份去換取1股品質國際股份，至於購股權方面，行使價為0.0256港元，正把該購股權為註銷500份去獲發3股新品質國際股份。
2016年11月26日（傳訊令編號：HCA3092/2016），該公司被原訴人Kim Sungho，入稟高院控告5人主席吳家豪、非執董黃昭堡、3名獨立非執董鄺麟基、馬志明及陳銘燊干犯《證券及期貨條例》。
2019年10月，樂亞國際以1540萬港元收購呂宇健及袁裕深持有的元亨創業集團3成股權，並於2020年8月收購餘下股權。2020年5月，樂亞國際再以發行新股方式向潘志明收購Bewisekid Holding Limited。2020年8月17日，樂亞國際再以4000萬港元向林逸男收購原來由呂宇健持有的晉鼎豐創業。
2021年，羅永聰、鍾國斌分別獲委任為公司非執行董事及獨立非執行董事。
2021年8月10日，樂亞國際表示將會開展香港中學文憑考試中學輔導課程業務。2021年8月31日，樂亞國際發表公告，將公司中文名稱由樂亞國際控股有限公司更改為創天傳承集團有限公司，而英文名稱由L & A International Holdings Limited改為Legendary Group Limited。2021年9月8日，公司與中文科教師林溢欣合作成立名為DEFINING EDUCATION的補習社。三家公司均經營投資講座業務，稅後盈利合共逾千萬。

## 外部連結
- lna.com.hk （页面存档备份，存于）